# Cửa sông

Minh họa cửa sông

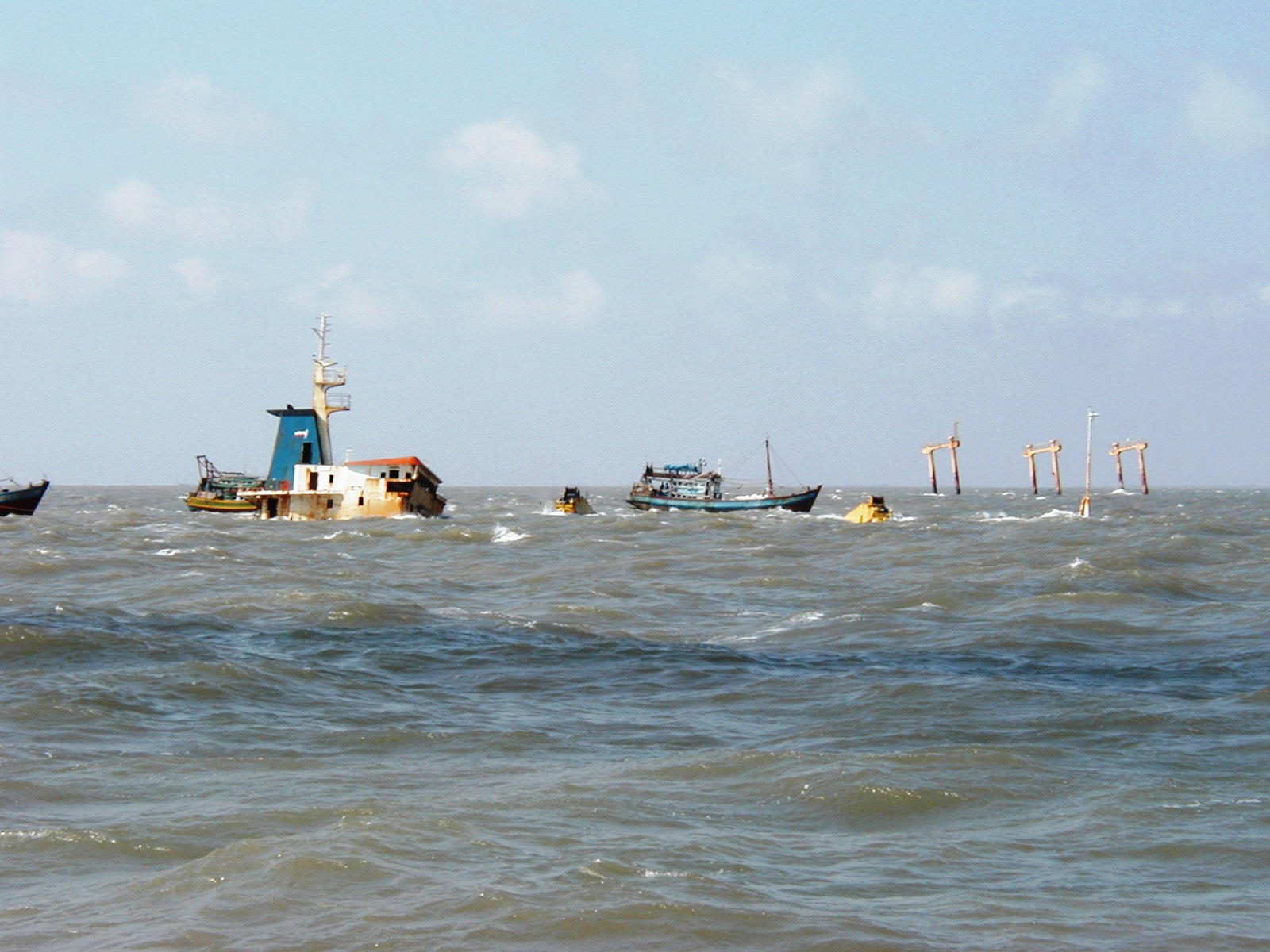
Tàu chìm ngoài cửa Định An, Mekong

Cửa sông là nơi dòng sông chảy ra và đổ vào biển hoặc hồ lớn.
Theo Xamoilov I.B. (1952), các vùng cửa sông (Устья рек) gồm hai loại cơ bản là châu thổ (Дельта – delta) và vùng cửa sông hình phễu (Эстуарий - Estuary).
Pritchard (1967) có một định nghĩa riêng cho vùng cửa sông hình phễu – estuary: “đó là một thủy vực nửa kín ven bờ thông với biển khơi, trong đó có sự hoà trộn nhất định giữa nước biển và nước ngọt đưa đến từ lục địa” 
Đến nay, vùng cửa sông hình phễu (estuary) được hiểu là một vùng hạ lưu sông bị ngập chìm không đền bù trầm tích và ở đó thủy triều thường có vai trò quan trọng (gốc từ Latin aestus là thủy triều). Những Estuary điển hình của thế giới gồm: Xen, Jironda (Pháp), Thame, Mersey (Anh), Rein, Maas (Hà Lan), Potomac (Hoa Kỳ) v.v.
Châu thổ là thuật ngữ do Herodotus (485 – 425 trước CN) đưa ra để mô tả hình dạng tam giác của vùng cửa sông Nil, nó được tạo ra tại vùng cửa sông, nơi tốc độ bồi tụ vượt tốc độ bào mòn, xâm thực do sóng, thủy triều và dòng chảy. Châu thổ được phân loại thành: châu thổ sông thống trị như Mississippi, Hoàng Hà, Pô, Đanup v.v.; châu thổ sóng thống trị như Nil, Rone, Sanfrancisco, Xêngan, Nigeria v.v.; châu thổ triều thống trị, ví dụ Mê Kông, Trường Giang, Ganga – Brachmaputra v.v .
Về địa lý học và sinh thái học vùng cửa sông nói chung được dùng với từ estuarine zone hay estuarine area (Устья рек), có thể gồm một hoặc một số cửa sông nhánh (river mouths). Ví dụ, vùng (cửa sông) châu thổ Mê Kông (delta) có tới 9 cửa sông (river mouths). Vùng cửa sông hình phễu Bạch Đằng (estuary) có 3 cửa sông (river mouths - Cửa Cấm, Nam Triệu và Lạch Huyện).
Cửa sông tạo ra sự chuyển đới giữa môi trường của sông và môi trường của biển và cả hai đều có khả năng ảnh hưởng đến thành phần của biển như thủy triều, sóng và độ mặn của nước. Nó còn ảnh hưởng đến thành phần của sông như sức chảy của nước sạch và trầm tích. Với sự tiếp xúc của cả hai loại nước, nước biển và nước sông (thường là nước sạch không mặn) do đó vùng cửa sông cung cấp một nguồn chất dinh dưỡng cao trong nước và trầm tích. Điều này đã làm cho cửa sông trở thành một trong những nơi có môi trường sống tự nhiên sinh sôi nhất trên thế giới.
Đa số các cửa sông hiện nay được hình thành trong thế Holocen trong biển tiến sau băng hà lần cuối cùng làm ngập các thung lũng ven bờ từ khoảng 10.000-12.000 năm về trước. Cửa sông thường được phân loại tùy theo đặc trưng của địa mạo hoặc sự lưu thông của nước dưới một quá trình nhất định nào đó. Do đó cửa sông còn có thể gọi bằng nhiều cái tên khác nhau tùy theo đặc thù của nó.
Cửa sông là một trong những môi trường sinh thái đông đảo nhất trên thế giới. Nó chứa tới khoảng 60% các sinh vật trên toàn thế giới. Do đó cửa sông đang bị ảnh hưởng bởi nhiều yếu tố như sự đóng cặn do quá trình mòn đất, là hậu quả của phá hoại rừng hay gặm cỏ bừa bãi của gia súc hoặc những cách trồng cây hại đất. Đánh bắt cá quá mức, hệ thống cống rãnh dơ bẩn đều có thể làm ảnh hưởng tới hệ sinh thái của cửa sông. Nếu như có quá nhiều chất dinh dưỡng từ nước cống và phân của động vật thì sẽ làm sinh sôi nảy nở những thực vật có hại cho vùng nước đó. Những thực vật có hại có thể lấy hết oxygen và cá sẽ không đủ oxygen để sống. Các loại chất độc hai như các chất kim loại nặng, nuclit phóng xạ, PCB, hydrocarbon. Đê cũng nắm vai trò quan trọng trong việc ảnh hưởng đến cửa sông.